# Marjenahalli, Kolar
Marjenahalli là một làng thuộc tehsil Kolar, huyện Kolar, bang Karnataka, Ấn Độ.